# Acer cissifolium
Acer cissifolium är en kinesträdsväxtart som först beskrevs av Sieb. & Zucc., och fick sitt nu gällande namn av C. Koch. Acer cissifolium ingår i släktet lönnar, och familjen kinesträdsväxter. Inga underarter finns listade i Catalogue of Life.